# Муртер
Му́ртер (хорв. Murter) — остров в Адриатическом море, в центральной части Хорватии, возле далматинского побережья к западу от Шибеника и Водице.

## География

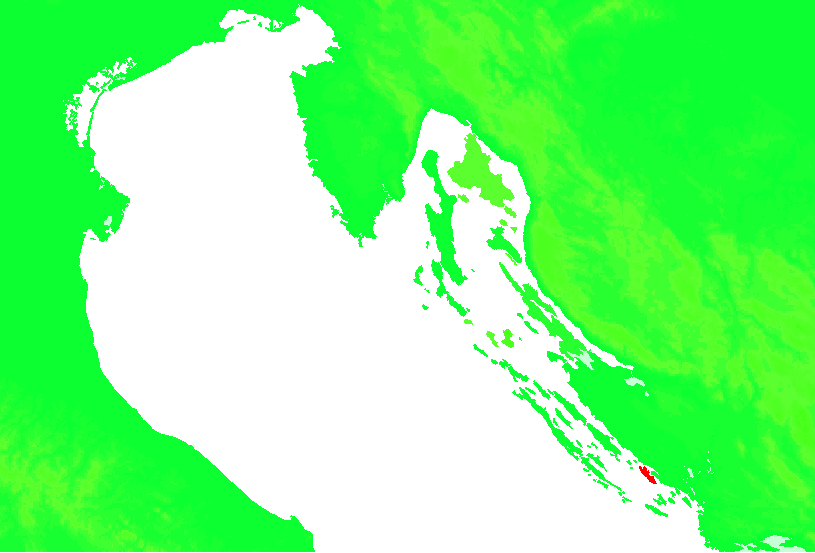
Карта острова Муртер

Площадь острова — 18,6 км², Население — 5060 человека (2001). Высочайшая точка острова — Радуч (125 метров над уровнем моря).
Муртер лежит рядом с далматинским побережьем, от которого отделён узким проливом (шириной около 20 метров). Связан с материком разводным мостом, расположенным в 8 километрах от курортного городка Водице.
На запад от острова расположен архипелаг Корнаты, объявленный национальным парком. Корнаты от Муртера отделяет залив, известный как Муртерское море.
На острове много инжирных и оливковых садов, производится оливковое масло.

## История
Муртер, как и другие острова Адриатики был заселён с древности. Недалеко от современной Бетины располагалось иллирийско-римское поселение Колентум. В 1318 г. остров был впервые упомянут под именем Муртер.

## Население
Население острова сосредоточено в нескольких посёлках, крупнейшими из которых являются Муртер, Бетина, Тисно и Йезера.

## Туризм
Муртер популярен среди туристов, как среди любителей пляжного отдыха, так и среди яхтсменов и дайверов.